# بورسر (چالوس)
بورسر، روستایی است از توابع بخش مرکزی شهرستان چالوس در استان مازندران ایران.

## جمعیت
این روستا در دهستان کلارستاق شرقی قرار دارد و براساس سرشماری مرکز آمار ایران در سال ۱۳۸۵، جمعیت آن ۲۴۳ نفر (۶۸خانوار) بوده‌است. مردم بورسر از قومیت طبری هستند. مردم بورسر به زبان طبری با گویش چالوسی سخن می‌گویند.